# Ed Huisman
Eduard Jacobus Theodorus Maria (Ed) Huisman (Alkmaar, 16 februari 1944 – Warmenhuizen, 14 juni 2004) was een Nederlands politicus van het CDA.
Hij was van 1978 tot 1990 wethouder van Heerhugowaard. Eind 1990 volgde zijn benoeming tot burgemeester van de toenmalige Noord-Hollandse gemeente Limmen en in december 2000 werd Huisman de burgemeester van Harenkarspel. Op 10 juni 2004 werd bekendgemaakt dat Enno Brommet per 14 juni benoemd was tot waarnemend burgemeester van Harenkarspel omdat Huisman aanhoudende lichamelijke klachten had waardoor hij zijn functie niet naar behoren kon uitvoeren. Uit onderzoek bleek dat hij leverkanker had die al was uitgezaaid en op de dag dat de benoeming van Brommet inging overleed Huisman op 60-jarige leeftijd.